# Johanna Kirchner

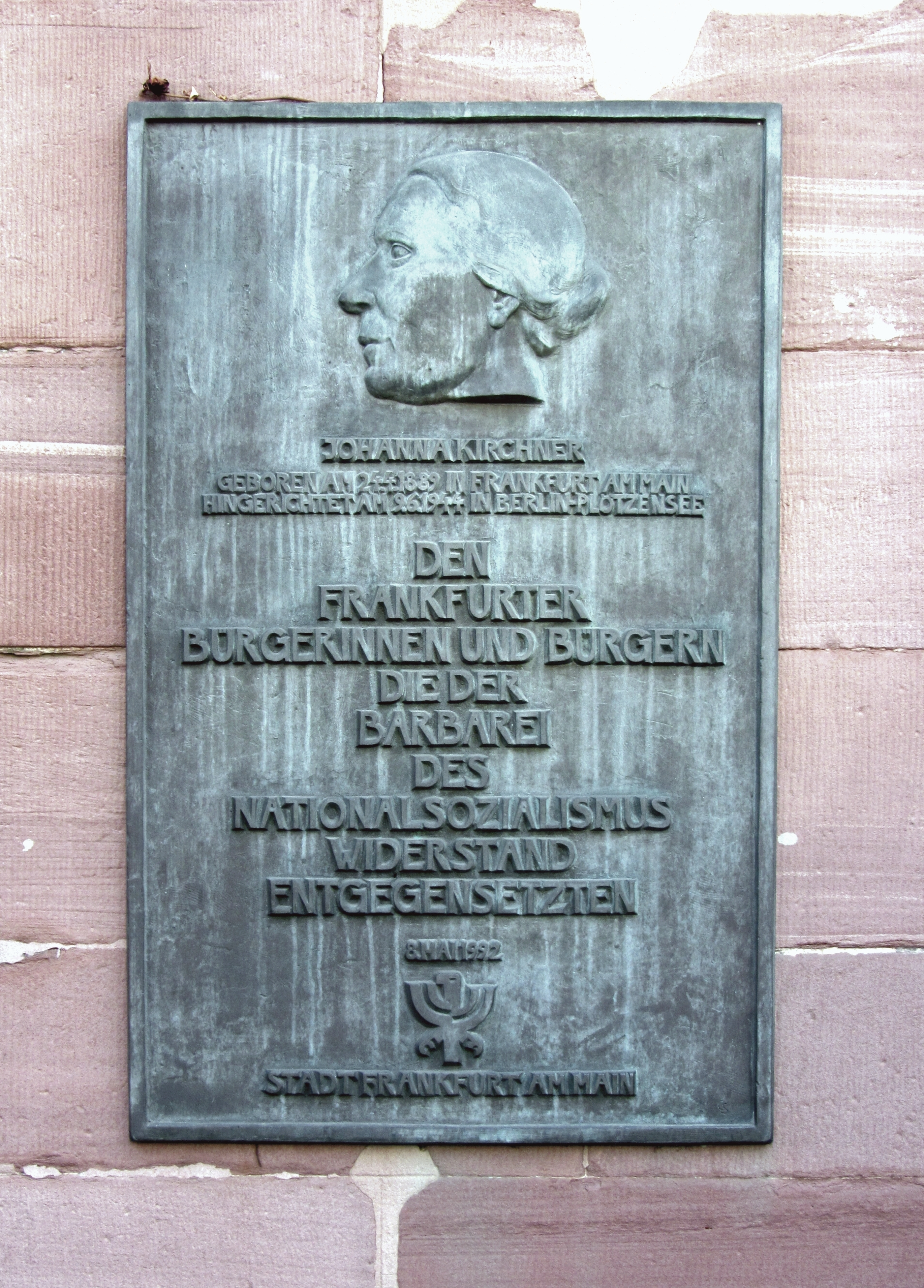
Gedenktafel für Johanna Kirchner an der Fassade der Frankfurter Paulskirche

Johanna „Hanna“ Kirchner, geborene Stunz, zeitweise Johanna Schmidt (* 24. April 1889 in Frankfurt am Main; † 9. Juni 1944 in Berlin-Plötzensee), war eine deutsche Kommunalpolitikerin und Widerstandskämpferin in der Résistance.

## Leben
Johanna Stunz kam aus einer sozialdemokratischen Familie. Mit 14 Jahren schloss sie sich der Sozialistischen Arbeiter-Jugend an und trat im Alter von 18 Jahren in die SPD ein. Sie war in Frankfurt am Main befreundet mit Lore Wolf, die einen ähnlichen Lebensweg nahm.
Kurz nach der Geburt ihrer Tochter Lotte heiratete sie 1913 den Sozialdemokraten Karl Kirchner. Während des Ersten Weltkriegs engagierte sich die Mutter von zwei Töchtern in der kommunalen Wohlfahrtspflege und danach beim Aufbau der 1919 gegründeten Arbeiterwohlfahrt. Von 1925 bis 1929 war sie in zweiter Ehe mit dem Volksschullehrer Paul Schmidt (1892–1973) verheiratet.
1926 wurde sie hauptamtliche Funktionärin der Frankfurter SPD.
1933 musste die engagierte Antifaschistin untertauchen, da ihre Mithilfe bei der Befreiung eines Nazigegners der Gestapo bekannt wurde und sie verhaftet werden sollte. Sie flüchtete ohne ihre Familie nach Saarbrücken, das damals noch unter der Verwaltung des Völkerbundes stand. Dort leitete sie das Saarflüchtlingskomitee, schrieb Pläne und Berichte für den SPD-Exilvorstand und produzierte und verbreitete illegale Flugblätter. Dabei half sie in einem Restaurant, das von Marie Juchacz, der Gründerin der Arbeiterwohlfahrt, geführt wurde. Nachdem 1935 das Saargebiet an das Deutsche Reich angeschlossen worden war, floh Johanna Kirchner weiter nach Forbach, Metz und schließlich Paris. Auch von hier aus unterstützte sie den Widerstand in Deutschland.
Obwohl Johanna Kirchner der SPD angehörte und ihre langjährige Freundin Lore Wolf illegale Arbeit für die KPD leistete, arbeiteten sie im Saargebiet eng zusammen, als sie die Emigration vieler Funktionsträger der Arbeiterbewegung aus dem Reich organisierten (siehe dazu Rote Hilfe Deutschlands). Damit verwirklichten sie nach Ansicht von Wolfgang Abendroth „die Einheit der Arbeiterbewegung in der antifaschistischen Arbeit“. Am 1. Februar 1937 wurde Hanna Schmidt aus dem Deutschen Reich ausgebürgert.
1942 wurde Johanna Kirchner von der Vichy-Regierung verhaftet und an die Gestapo ausgeliefert. Sie wurde wegen Landesverrats zu zehn Jahren Zuchthaus verurteilt, doch 1944 wurde ihr Verfahren vom Volksgerichtshof erneut aufgenommen. Das Urteil wurde am 20. April 1944 zur Todesstrafe umgewandelt. 
Am 9. Juni 1944 wurde Johanna Kirchner in Berlin-Plötzensee hingerichtet.

## Erinnerung
- 1947 wurde eine in der Siedlung Westhausen in Frankfurt am Main gelegene Straße in Johanna-Kirchner-Straße umbenannt. Auch in Bonn-Duisdorf gibt es in der Nachbarschaft zu anderen nach Widerstandskämpfern benannten Straßen eine Johanna-Kirchner-Straße[5]. Ebenso existiert in Saarbrücken und in Wallenhorst (bei Osnabrück) eine Hanna-Kirchner-Straße und in München, Bezirk Hadern, ein Hanna-Kirchner-Weg. In Bremen wurde im April 2019 der neu erschlossene Johanna-Kirchner-Weg nach ihr benannt.[6]
- Im Karlsruher Stadtteil Oberreut gibt es eine Johanna-Kirchner-Straße.
- In der Nähe der Hinrichtungsstätte Plötzensee wurde 1962 der Kirchnerpfad nach ihr benannt.[7]
- Von 1991 bis 1995 verlieh die Stadt Frankfurt am Main die „Johanna-Kirchner-Medaille“ an Menschen, die zwischen 1933 und 1945 Widerstand geleistet und/oder Verfolgten geholfen haben.

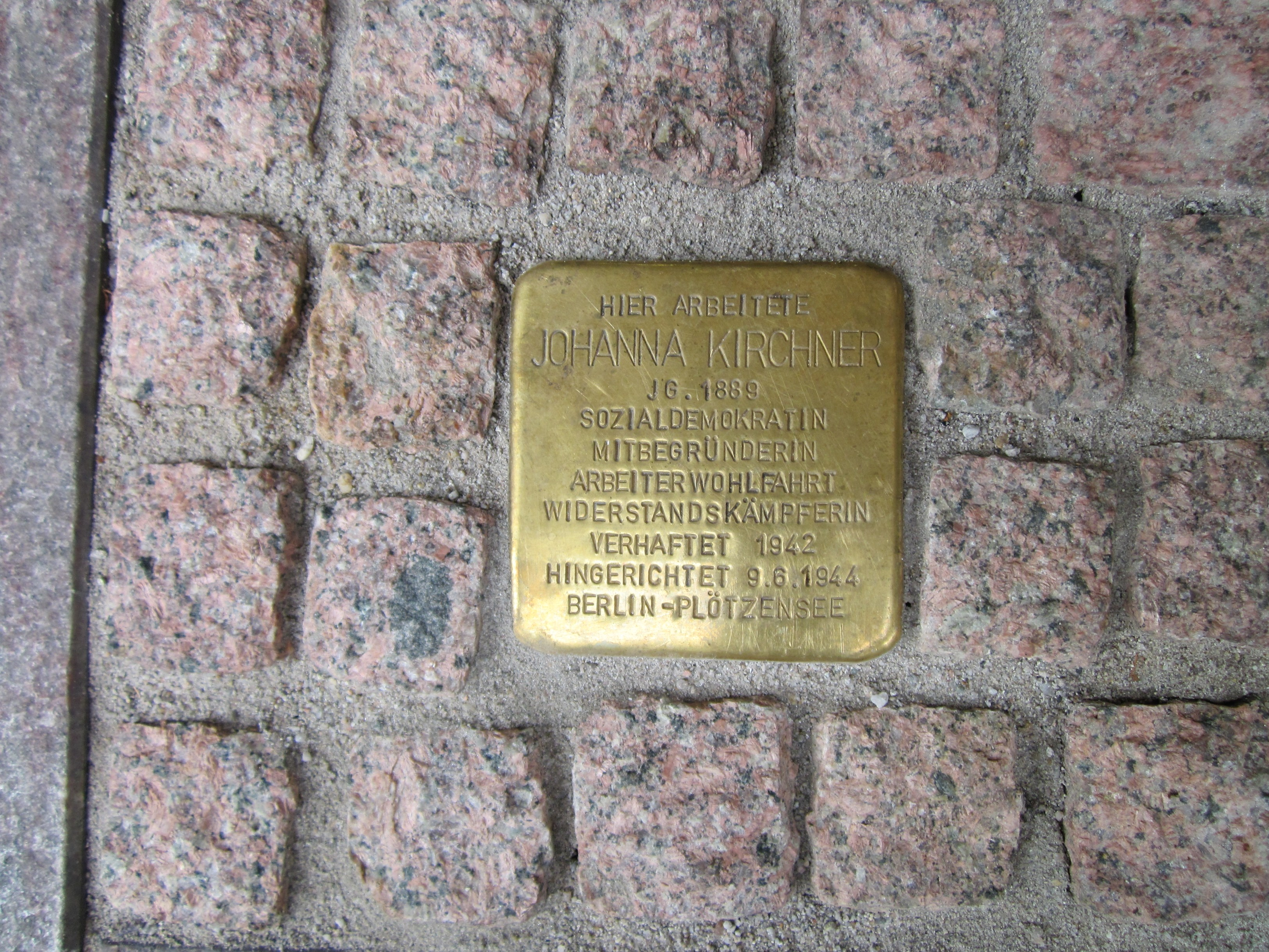
Stolperstein für Johanna Kirchner in Saarbrücken

- An der Frankfurter Paulskirche erinnert eine Gedenktafel an die Ermordete.
- In Saarbrücken trägt das Seniorenzentrum der Arbeiterwohlfahrt (in der Trifelsstraße) den Namen „Johanna-Kirchner-Haus“.[8]
- Seit 2011 vergibt die Arbeiterwohlfahrt und die Fachhochschule Frankfurt den Johanna-Kirchner-Preis in Höhe von 1000 Euro an den Verfasser einer Abschlussarbeit in den Themen Altenhilfe, Kinder- und Jugendarbeit oder Straffälligenarbeit.[9]
- Am 5. Juli 2012 wurde in Saarbrücken in der Bahnhofstraße in Höhe der Hausnummer 80 ein Stolperstein zu Ehren von Johanna Kirchner platziert. Den Stolperstein verlegte der Künstler Gunter Demnig.

- In Frankfurt am Main, Gutleutstraße 319, trägt ein Altenhilfezentrum der AWO den Namen "Johanna-Kirchner-Altenhilfezentrum", ebenso eine Bushaltestelle der Buslinie 37.[10]